# Eleições parlamentares europeias de 2014 no distrito de Beja
| Eleições parlamentares europeias de 2014 por Portugal Distritos: Aveiro \| Beja \| Braga \| Bragança \| Castelo Branco \| Coimbra \| Évora \| Faro \| Guarda \| Leiria \| Lisboa \| Portalegre \| Porto \| Santarém \| Setúbal \| Viana do Castelo \| Vila Real \| Viseu \| Açores \| Madeira \| Estrangeiro |

## Resultados por concelho
Os resultados nos concelhos do Distrito de Beja foram os seguintes:

### Aljustrel
| Partido                 | Partido                        | Votos | %               | +/-   |
| ----------------------- | ------------------------------ | ----- | --------------- | ----- |
|                         | Coligação Democrática Unitária | 1 731 | 44,41 / 100,00  | 4,28  |
|                         | Partido Socialista             | 1 464 | 37,56 / 100,00  | 11,58 |
|                         | Aliança Portugal               | 185   | 4,75 / 100,00   | 3,81  |
|                         | Partido da Terra               | 87    | 2,23 / 100,00   | 1,92  |
|                         | Bloco de Esquerda              | 87    | 2,23 / 100,00   | 5,72  |
|                         | PCTP/MRPP                      | 62    | 1,59 / 100,00   | 0,60  |
|                         | LIVRE/Tempo de Avançar         | 51    | 1,31 / 100,00   | Novo  |
|                         | Outros                         | 80    | 2,06 / 100,00   |       |
| Votos Inválidos         | Votos Inválidos                | 151   | 3,87 / 100,00   | 0,84  |
| Total                   | Total                          | 3 898 | 100,00 / 100,00 |       |
| Eleitorado/Participação | Eleitorado/Participação        | 8 594 | 45,36 / 100,00  | 3,25  |

| Freguesia                  | %     | %     | %    | %    | %    | %    | %    | Votantes |
| Freguesia                  | CDU   | PS    | AP   | MPT  | BE   | PCTP | L    | Votantes |
| -------------------------- | ----- | ----- | ---- | ---- | ---- | ---- | ---- | -------- |
| Aljustrel e Rio de Moinhos | 45,35 | 35,67 | 4,10 | 2,47 | 2,77 | 1,54 | 1,62 | 2 344    |
| Ervidel                    | 50,45 | 32,05 | 7,05 | 1,82 | 1,59 | 1,59 | 0,68 | 440      |
| Messejana                  | 47,79 | 37,40 | 3,38 | 2,86 | 0,78 | 1,82 | 1,30 | 385      |
| São João de Negrilhos      | 35,94 | 47,05 | 6,17 | 1,37 | 1,65 | 1,65 | 0,69 | 729      |
| Aljustrel                  | 44,41 | 37,56 | 4,75 | 2,23 | 2,23 | 1,59 | 1,31 | 3 898    |

### Almodôvar
| Partido                 | Partido                               | Votos | %               | +/-   |
| ----------------------- | ------------------------------------- | ----- | --------------- | ----- |
|                         | Partido Socialista                    | 1 008 | 47,26 / 100,00  | 15,31 |
|                         | Coligação Democrática Unitária        | 361   | 16,92 / 100,00  | 0,04  |
|                         | Aliança Portugal                      | 312   | 14,63 / 100,00  | 15,61 |
|                         | Partido da Terra                      | 82    | 3,84 / 100,00   | 3,45  |
|                         | Bloco de Esquerda                     | 82    | 3,84 / 100,00   | 6,81  |
|                         | PCTP/MRPP                             | 60    | 2,81 / 100,00   | 0,75  |
|                         | Partido pelos Animais e pela Natureza | 38    | 1,78 / 100,00   | Novo  |
|                         | Outros                                | 69    | 3,25 / 100,00   |       |
| Votos Inválidos         | Votos Inválidos                       | 121   | 5,67 / 100,00   | 0,33  |
| Total                   | Total                                 | 2 133 | 100,00 / 100,00 |       |
| Eleitorado/Participação | Eleitorado/Participação               | 6 778 | 31,47 / 100,00  | 1,45  |

| Freguesia                        | %     | %     | %     | %    | %    | %    | %    | Votantes |
| Freguesia                        | PS    | CDU   | AP    | MPT  | BE   | PCTP | PAN  | Votantes |
| -------------------------------- | ----- | ----- | ----- | ---- | ---- | ---- | ---- | -------- |
| Aldeia dos Fernandes             | 55,39 | 21,57 | 10,78 | 0,98 | 2,45 | 1,96 | 0,49 | 204      |
| Almodôvar                        | 45,09 | 16,47 | 14,67 | 4,59 | 4,95 | 2,43 | 2,34 | 1 111    |
| Rosário                          | 38,32 | 20,36 | 14,37 | 7,78 | 2,99 | 5,99 | 1,20 | 167      |
| Santa Clara-a-Nova e Gomes Aires | 51,92 | 16,38 | 13,59 | 3,14 | 2,79 | 2,44 | 1,05 | 287      |
| Santa Cruz                       | 49,55 | 19,55 | 14,09 | 2,27 | 2,73 | 3,18 | 1,82 | 220      |
| São Barnabé                      | 50,00 | 6,94  | 22,92 | 1,39 | 2,08 | 3,47 | 0    | 144      |
| Almodôvar                        | 47,26 | 16,92 | 14,63 | 3,84 | 3,84 | 2,81 | 1,78 | 2 133    |

### Alvito
| Partido                 | Partido                               | Votos | %               | +/-  |
| ----------------------- | ------------------------------------- | ----- | --------------- | ---- |
|                         | Coligação Democrática Unitária        | 241   | 32,52 / 100,00  | 0,94 |
|                         | Partido Socialista                    | 232   | 31,31 / 100,00  | 7,16 |
|                         | Aliança Portugal                      | 126   | 17,00 / 100,00  | 7,28 |
|                         | Bloco de Esquerda                     | 24    | 3,24 / 100,00   | 5,94 |
|                         | Partido da Terra                      | 23    | 3,10 / 100,00   | 2,97 |
|                         | PCTP/MRPP                             | 18    | 2,43 / 100,00   | 0,09 |
|                         | LIVRE/Tempo de Avançar                | 10    | 1,35 / 100,00   | Novo |
|                         | Partido pelos Animais e pela Natureza | 8     | 1,08 / 100,00   | Novo |
|                         | Outros                                | 14    | 1,87 / 100,00   |      |
| Votos Inválidos         | Votos Inválidos                       | 45    | 6,07 / 100,00   | 2,17 |
| Total                   | Total                                 | 741   | 100,00 / 100,00 |      |
| Eleitorado/Participação | Eleitorado/Participação               | 1 990 | 37,24 / 100,00  | 0,21 |

| Freguesia            | %     | %     | %     | %    | %    | %    | %    | %    | Votantes |
| Freguesia            | CDU   | PS    | AP    | BE   | MPT  | PCTP | L    | PAN  | Votantes |
| -------------------- | ----- | ----- | ----- | ---- | ---- | ---- | ---- | ---- | -------- |
| Alvito               | 38,01 | 21,02 | 20,49 | 3,50 | 4,58 | 1,89 | 1,08 | 1,35 | 371      |
| Vila Nova da Baronia | 27,03 | 41,62 | 13,51 | 2,97 | 1,62 | 2,97 | 1,62 | 0,81 | 370      |
| Alvito               | 32,52 | 31,31 | 17,00 | 3,24 | 3,10 | 2,43 | 1,35 | 1,08 | 741      |

### Barrancos
| Partido                 | Partido                        | Votos | %               | +/-  |
| ----------------------- | ------------------------------ | ----- | --------------- | ---- |
|                         | Partido Socialista             | 144   | 34,78 / 100,00  | 0,36 |
|                         | Coligação Democrática Unitária | 138   | 33,33 / 100,00  | 2,00 |
|                         | Aliança Portugal               | 57    | 13,77 / 100,00  | 1,09 |
|                         | Partido da Terra               | 21    | 5,07 / 100,00   | 4,67 |
|                         | PCTP/MRPP                      | 10    | 2,42 / 100,00   | 1,40 |
|                         | Bloco de Esquerda              | 6     | 1,45 / 100,00   | 3,17 |
|                         | Outros                         | 13    | 3,13 / 100,00   |      |
| Votos Inválidos         | Votos Inválidos                | 25    | 6,04 / 100,00   | 2,40 |
| Total                   | Total                          | 414   | 100,00 / 100,00 |      |
| Eleitorado/Participação | Eleitorado/Participação        | 1 420 | 29,15 / 100,00  | 3,43 |

| Freguesia | %     | %     | %     | %    | %    | %    | Votantes |
| Freguesia | PS    | CDU   | AP    | MPT  | PCTP | BE   | Votantes |
| --------- | ----- | ----- | ----- | ---- | ---- | ---- | -------- |
| Barrancos | 34,78 | 33,33 | 13,77 | 5,07 | 2,42 | 1,45 | 414      |
| Barrancos | 34,78 | 33,33 | 13,77 | 5,07 | 2,42 | 1,45 | 414      |

### Beja
| Partido                 | Partido                               | Votos  | %               | +/-  |
| ----------------------- | ------------------------------------- | ------ | --------------- | ---- |
|                         | Coligação Democrática Unitária        | 3 920  | 35,17 / 100,00  | 2,55 |
|                         | Partido Socialista                    | 3 437  | 30,84 / 100,00  | 6,56 |
|                         | Aliança Portugal                      | 1 525  | 13,68 / 100,00  | 7,05 |
|                         | Bloco de Esquerda                     | 483    | 4,33 / 100,00   | 8,28 |
|                         | Partido da Terra                      | 422    | 3,79 / 100,00   | 3,43 |
|                         | PCTP/MRPP                             | 266    | 2,39 / 100,00   | 0,54 |
|                         | LIVRE/Tempo de Avançar                | 160    | 1,44 / 100,00   | Novo |
|                         | Partido pelos Animais e pela Natureza | 117    | 1,05 / 100,00   | Novo |
|                         | Outros                                | 211    | 1,90 / 100,00   |      |
| Votos Inválidos         | Votos Inválidos                       | 605    | 5,42 / 100,00   | 0,26 |
| Total                   | Total                                 | 11 146 | 100,00 / 100,00 |      |
| Eleitorado/Participação | Eleitorado/Participação               | 30 150 | 36,97 / 100,00  | 1,85 |

| Freguesia                                | %     | %     | %     | %     | %    | %    | %    | %    | Votantes |
| Freguesia                                | CDU   | PS    | AP    | BE    | MPT  | PCTP | L    | PAN  | Votantes |
| ---------------------------------------- | ----- | ----- | ----- | ----- | ---- | ---- | ---- | ---- | -------- |
| Albernoa e Trindade                      | 38,19 | 38,74 | 6,32  | 1,37  | 3,57 | 4,40 | 0,82 | 0,27 | 364      |
| Baleizão                                 | 62,41 | 13,03 | 5,26  | 10,03 | 1,75 | 2,26 | 0,25 | 1,50 | 399      |
| Beja (Salvador e Santa Maria da Feira)   | 31,14 | 29,93 | 14,88 | 5,33  | 4,39 | 2,25 | 1,76 | 1,14 | 2 890    |
| Beja (Santiago Maior e São João Batista) | 29,78 | 28,53 | 19,36 | 4,33  | 4,82 | 1,59 | 2,01 | 1,29 | 4 339    |
| Beringel                                 | 29,10 | 42,01 | 11,38 | 3,50  | 2,84 | 1,97 | 0,88 | 0,88 | 457      |
| Cabeça Gorda                             | 43,15 | 39,47 | 6,54  | 1,23  | 1,23 | 3,07 | 0,61 | 0,41 | 489      |
| Nossa Senhora das Neves                  | 39,66 | 36,64 | 5,55  | 4,54  | 2,86 | 5,04 | 0,50 | 1,01 | 595      |
| Salvada e Quintos                        | 53,93 | 26,97 | 6,93  | 1,87  | 0,75 | 4,49 | 0,56 | 0,37 | 534      |
| Santa Clara de Louredo                   | 53,05 | 31,40 | 4,88  | 3,05  | 1,83 | 1,22 | 0,30 | 0,61 | 328      |
| Santa Vitória e Mombeja                  | 45,77 | 35,32 | 4,73  | 3,48  | 1,49 | 3,73 | 0,25 | 0,50 | 402      |
| São Matias                               | 26,22 | 48,78 | 8,54  | 4,88  | 2,44 | 3,05 | 0,61 | 1,22 | 164      |
| Trigaches e São Brissos                  | 38,38 | 37,30 | 4,32  | 2,70  | 5,41 | 2,70 | 1,08 | 0,54 | 185      |
| Beja                                     | 35,17 | 30,84 | 13,68 | 4,33  | 3,79 | 2,39 | 1,44 | 1,05 | 11 146   |

### Castro Verde
| Partido                 | Partido                               | Votos | %               | +/-  |
| ----------------------- | ------------------------------------- | ----- | --------------- | ---- |
|                         | Coligação Democrática Unitária        | 976   | 41,83 / 100,00  | 2,58 |
|                         | Partido Socialista                    | 715   | 30,65 / 100,00  | 4,59 |
|                         | Aliança Portugal                      | 201   | 8,62 / 100,00   | 4,37 |
|                         | Bloco de Esquerda                     | 108   | 4,63 / 100,00   | 7,48 |
|                         | PCTP/MRPP                             | 65    | 2,79 / 100,00   | 0,01 |
|                         | Partido da Terra                      | 64    | 2,74 / 100,00   | 2,26 |
|                         | LIVRE/Tempo de Avançar                | 30    | 1,29 / 100,00   | Novo |
|                         | Partido pelos Animais e pela Natureza | 26    | 1,11 / 100,00   | Novo |
|                         | Outros                                | 40    | 1,54 / 100,00   |      |
| Votos Inválidos         | Votos Inválidos                       | 108   | 4,63 / 100,00   | 0,87 |
| Total                   | Total                                 | 2 333 | 100,00 / 100,00 |      |
| Eleitorado/Participação | Eleitorado/Participação               | 6 502 | 35,88 / 100,00  | 1,39 |

| Freguesia                | %     | %     | %     | %    | %    | %    | %    | %    | Votantes |
| Freguesia                | CDU   | PS    | AP    | BE   | PCTP | MPT  | L    | PAN  | Votantes |
| ------------------------ | ----- | ----- | ----- | ---- | ---- | ---- | ---- | ---- | -------- |
| Castro Verde e Casével   | 38,46 | 30,16 | 10,35 | 5,59 | 2,57 | 3,54 | 1,41 | 1,16 | 1 555    |
| Entradas                 | 53,14 | 25,09 | 5,90  | 1,48 | 4,06 | 1,11 | 1,48 | 1,85 | 271      |
| Santa Bárbara de Padrões | 43,35 | 40,69 | 3,72  | 2,13 | 2,66 | 0,53 | 0,80 | 0,80 | 376      |
| São Marcos da Ataboeira  | 54,20 | 19,08 | 7,63  | 6,87 | 3,05 | 3,05 | 0,76 | 0    | 131      |
| Castro Verde             | 41,83 | 30,65 | 8,62  | 4,63 | 2,79 | 2,74 | 1,29 | 1,11 | 2 333    |

### Cuba
| Partido                 | Partido                               | Votos | %               | +/-  |
| ----------------------- | ------------------------------------- | ----- | --------------- | ---- |
|                         | Coligação Democrática Unitária        | 716   | 46,05 / 100,00  | 2,29 |
|                         | Partido Socialista                    | 500   | 32,15 / 100,00  | 0,39 |
|                         | Aliança Portugal                      | 112   | 7,20 / 100,00   | 5,63 |
|                         | PCTP/MRPP                             | 40    | 2,57 / 100,00   | 1,71 |
|                         | Partido da Terra                      | 24    | 1,54 / 100,00   | 1,29 |
|                         | Bloco de Esquerda                     | 23    | 1,48 / 100,00   | 3,42 |
|                         | LIVRE/Tempo de Avançar                | 19    | 1,22 / 100,00   | Novo |
|                         | Partido pelos Animais e pela Natureza | 16    | 1,03 / 100,00   | Novo |
|                         | Outros                                | 25    | 1,59 / 100,00   |      |
| Votos Inválidos         | Votos Inválidos                       | 80    | 5,14 / 100,00   | 1,96 |
| Total                   | Total                                 | 1 555 | 100,00 / 100,00 |      |
| Eleitorado/Participação | Eleitorado/Participação               | 3 942 | 39,45 / 100,00  | 7,92 |

| Freguesia        | %     | %     | %     | %    | %    | %    | %    | %    | Votantes |
| Freguesia        | CDU   | PS    | AP    | PCTP | MPT  | BE   | L    | PAN  | Votantes |
| ---------------- | ----- | ----- | ----- | ---- | ---- | ---- | ---- | ---- | -------- |
| Cuba             | 45,62 | 31,52 | 7,96  | 2,52 | 1,71 | 1,71 | 1,21 | 0,91 | 993      |
| Faro do Alentejo | 53,20 | 33,99 | 2,46  | 1,97 | 1,48 | 0,49 | 0,99 | 0,99 | 203      |
| Vila Alva        | 37,58 | 36,36 | 10,91 | 1,82 | 1,82 | 1,21 | 3,03 | 0,61 | 165      |
| Vila Ruiva       | 47,94 | 29,90 | 5,15  | 4,12 | 0,52 | 1,55 | 0    | 2,06 | 194      |
| Cuba             | 46,05 | 32,15 | 7,20  | 2,57 | 1,54 | 1,48 | 1,22 | 1,03 | 1 555    |

### Ferreira do Alentejo
| Partido                 | Partido                               | Votos | %               | +/-  |
| ----------------------- | ------------------------------------- | ----- | --------------- | ---- |
|                         | Partido Socialista                    | 1 209 | 43,41 / 100,00  | 7,47 |
|                         | Coligação Democrática Unitária        | 881   | 31,63 / 100,00  | 1,09 |
|                         | Aliança Portugal                      | 249   | 8,94 / 100,00   | 5,28 |
|                         | Partido da Terra                      | 86    | 3,09 / 100,00   | 2,53 |
|                         | Bloco de Esquerda                     | 82    | 2,94 / 100,00   | 4,51 |
|                         | PCTP/MRPP                             | 65    | 2,33 / 100,00   | 0,21 |
|                         | Partido pelos Animais e pela Natureza | 37    | 1,33 / 100,00   | Novo |
|                         | LIVRE/Tempo de Avançar                | 31    | 1,11 / 100,00   | Novo |
|                         | Outros                                | 52    | 1,87 / 100,00   |      |
| Votos Inválidos         | Votos Inválidos                       | 93    | 3,34 / 100,00   | 0,70 |
| Total                   | Total                                 | 2 785 | 100,00 / 100,00 |      |
| Eleitorado/Participação | Eleitorado/Participação               | 7 127 | 39,08 / 100,00  | 1,36 |

| Freguesia               | %     | %     | %     | %    | %    | %    | %    | %    | Votantes |
| Freguesia               | PS    | CDU   | AP    | MPT  | BE   | PCTP | PAN  | L    | Votantes |
| ----------------------- | ----- | ----- | ----- | ---- | ---- | ---- | ---- | ---- | -------- |
| Alfundão e Peroguarda   | 51,40 | 26,72 | 8,40  | 3,31 | 4,33 | 1,53 | 1,02 | 0,51 | 393      |
| Ferreira do Alentejo    | 38,27 | 33,31 | 10,34 | 3,53 | 3,16 | 2,04 | 1,67 | 1,49 | 1 615    |
| Figueira dos Cavaleiros | 47,05 | 34,23 | 5,73  | 1,85 | 2,02 | 3,88 | 1,01 | 0,34 | 593      |
| Odivelas                | 59,78 | 19,02 | 8,15  | 2,72 | 1,09 | 1,63 | 0    | 1,63 | 184      |
| Ferreira do Alentejo    | 43,41 | 31,63 | 8,94  | 3,09 | 2,94 | 2,33 | 1,33 | 1,11 | 2 785    |

### Mértola
| Partido                 | Partido                        | Votos | %               | +/-  |
| ----------------------- | ------------------------------ | ----- | --------------- | ---- |
|                         | Coligação Democrática Unitária | 1 025 | 38,81 / 100,00  | 3,61 |
|                         | Partido Socialista             | 982   | 37,18 / 100,00  | 6,62 |
|                         | Aliança Portugal               | 205   | 7,76 / 100,00   | 2,45 |
|                         | PCTP/MRPP                      | 77    | 2,92 / 100,00   | 0,33 |
|                         | Bloco de Esquerda              | 73    | 2,76 / 100,00   | 3,74 |
|                         | Partido da Terra               | 70    | 2,65 / 100,00   | 2,31 |
|                         | Outros                         | 85    | 3,23 / 100,00   |      |
| Votos Inválidos         | Votos Inválidos                | 124   | 4,70 / 100,00   | 1,21 |
| Total                   | Total                          | 2 641 | 100,00 / 100,00 |      |
| Eleitorado/Participação | Eleitorado/Participação        | 6 714 | 39,34 / 100,00  | 0,09 |

| Freguesia                 | %     | %     | %     | %    | %    | %    | Votantes |
| Freguesia                 | CDU   | PS    | AP    | PCTP | BE   | MPT  | Votantes |
| ------------------------- | ----- | ----- | ----- | ---- | ---- | ---- | -------- |
| Alcaria Ruiva             | 46,55 | 33,19 | 7,33  | 3,45 | 1,72 | 2,16 | 232      |
| Corte do Pinto            | 43,21 | 34,49 | 5,92  | 4,88 | 3,14 | 1,74 | 287      |
| Espírito Santo            | 27,27 | 54,55 | 8,33  | 2,27 | 2,27 | 1,52 | 132      |
| Mértola                   | 37,20 | 36,55 | 7,24  | 2,23 | 3,43 | 3,43 | 1 078    |
| São Miguel do Pinheiro    | 37,12 | 40,66 | 8,75  | 2,60 | 1,89 | 1,89 | 423      |
| Santana de Cambas         | 31,29 | 40,29 | 12,59 | 3,24 | 2,52 | 1,44 | 278      |
| São João dos Caldeireiros | 53,08 | 26,54 | 4,74  | 3,79 | 2,37 | 4,27 | 211      |
| Mértola                   | 38,81 | 37,18 | 7,76  | 2,92 | 2,76 | 2,65 | 2 641    |

### Moura
| Partido                 | Partido                        | Votos  | %               | +/-  |
| ----------------------- | ------------------------------ | ------ | --------------- | ---- |
|                         | Partido Socialista             | 1 300  | 36,93 / 100,00  | 4,82 |
|                         | Coligação Democrática Unitária | 1 210  | 34,38 / 100,00  | 1,80 |
|                         | Aliança Portugal               | 450    | 12,78 / 100,00  | 5,93 |
|                         | PCTP/MRPP                      | 114    | 3,24 / 100,00   | 0,76 |
|                         | Bloco de Esquerda              | 86     | 2,44 / 100,00   | 5,34 |
|                         | Partido da Terra               | 74     | 2,10 / 100,00   | 1,80 |
|                         | Outros                         | 133    | 3,77 / 100,00   |      |
| Votos Inválidos         | Votos Inválidos                | 153    | 4,35 / 100,00   | 0,13 |
| Total                   | Total                          | 3 520  | 100,00 / 100,00 |      |
| Eleitorado/Participação | Eleitorado/Participação        | 13 180 | 26,71 / 100,00  | 1,57 |

| Freguesia                                         | %     | %     | %     | %    | %    | %    | Votantes |
| Freguesia                                         | PS    | CDU   | AP    | PCTP | BE   | MPT  | Votantes |
| ------------------------------------------------- | ----- | ----- | ----- | ---- | ---- | ---- | -------- |
| Amareleja                                         | 29,32 | 45,30 | 8,73  | 4,45 | 2,97 | 1,48 | 607      |
| Póvoa de São Miguel                               | 36,52 | 22,47 | 23,60 | 3,93 | 1,12 | 2,25 | 178      |
| Safara e Santo Aleixo da Restauração              | 42,80 | 34,74 | 8,25  | 2,88 | 1,15 | 1,54 | 521      |
| Santo Agostinho e São João Batista e Santo Amador | 38,43 | 29,82 | 15,12 | 2,35 | 2,97 | 2,61 | 1 918    |
| Sobral da Adiça                                   | 32,77 | 47,97 | 7,43  | 6,76 | 1,01 | 1,01 | 296      |
| Moura                                             | 36,93 | 34,38 | 12,78 | 3,24 | 2,44 | 2,10 | 3 520    |

### Odemira
| Partido                 | Partido                               | Votos  | %               | +/-  |
| ----------------------- | ------------------------------------- | ------ | --------------- | ---- |
|                         | Partido Socialista                    | 2 770  | 35,66 / 100,00  | 7,61 |
|                         | Coligação Democrática Unitária        | 2 080  | 26,78 / 100,00  | 1,08 |
|                         | Aliança Portugal                      | 940    | 12,10 / 100,00  | 6,69 |
|                         | Partido da Terra                      | 343    | 4,42 / 100,00   | 3,57 |
|                         | Bloco de Esquerda                     | 324    | 4,17 / 100,00   | 6,21 |
|                         | PCTP/MRPP                             | 299    | 3,85 / 100,00   | 0,23 |
|                         | LIVRE/Tempo de Avançar                | 146    | 1,88 / 100,00   | Novo |
|                         | Partido pelos Animais e pela Natureza | 120    | 1,54 / 100,00   | Novo |
|                         | Outros                                | 255    | 3,29 / 100,00   |      |
| Votos Inválidos         | Votos Inválidos                       | 490    | 6,31 / 100,00   | 0,86 |
| Total                   | Total                                 | 7 767  | 100,00 / 100,00 |      |
| Eleitorado/Participação | Eleitorado/Participação               | 21 096 | 36,82 / 100,00  | 0,76 |

| Freguesia                  | %     | %     | %     | %    | %    | %    | %    | %    | Votantes |
| Freguesia                  | PS    | CDU   | AP    | MPT  | BE   | PCTP | L    | PAN  | Votantes |
| -------------------------- | ----- | ----- | ----- | ---- | ---- | ---- | ---- | ---- | -------- |
| Boavista dos Pinheiros     | 41,67 | 28,29 | 5,04  | 3,49 | 5,43 | 5,62 | 2,33 | 0,97 | 516      |
| Colos                      | 41,09 | 25,29 | 13,51 | 2,87 | 5,17 | 2,30 | 0,57 | 1,72 | 348      |
| Longueira / Almograve      | 38,57 | 17,75 | 20,82 | 3,07 | 5,46 | 2,39 | 2,73 | 1,02 | 293      |
| Luzianes-Gare              | 35,29 | 42,48 | 8,50  | 1,31 | 0,65 | 6,54 | 0,65 | 0,65 | 153      |
| Relíquias                  | 39,38 | 32,19 | 7,50  | 1,56 | 3,13 | 4,06 | 1,25 | 1,25 | 320      |
| Saboia                     | 49,57 | 14,99 | 10,09 | 4,61 | 4,32 | 4,90 | 2,02 | 1,44 | 347      |
| Santa Clara-a-Velha        | 41,61 | 26,85 | 9,73  | 3,69 | 2,01 | 1,68 | 1,01 | 1,34 | 298      |
| São Luís                   | 28,44 | 34,96 | 13,48 | 5,04 | 3,41 | 3,41 | 0,89 | 1,33 | 675      |
| São Martinho das Amoreiras | 51,16 | 14,24 | 15,70 | 1,74 | 1,74 | 2,62 | 1,74 | 1,45 | 344      |
| São Salvador e Santa Maria | 30,26 | 31,35 | 14,26 | 5,39 | 3,84 | 4,48 | 1,55 | 1,46 | 1 094    |
| São Teotónio               | 36,77 | 23,02 | 9,15  | 4,66 | 5,08 | 4,44 | 2,91 | 1,69 | 1 890    |
| Vale de Santiago           | 28,68 | 39,53 | 9,56  | 5,17 | 2,58 | 3,62 | 0,26 | 1,81 | 387      |
| Vila Nova de Milfontes     | 28,86 | 25,23 | 17,60 | 5,90 | 4,81 | 2,81 | 2,18 | 2,09 | 1 102    |
| Odemira                    | 35,66 | 26,78 | 12,10 | 4,42 | 4,17 | 3,85 | 1,88 | 1,54 | 7 767    |

### Ourique
| Partido                 | Partido                               | Votos | %               | +/-   |
| ----------------------- | ------------------------------------- | ----- | --------------- | ----- |
|                         | Partido Socialista                    | 670   | 41,90 / 100,00  | 9,56  |
|                         | Aliança Portugal                      | 320   | 20,01 / 100,00  | 16,07 |
|                         | Coligação Democrática Unitária        | 319   | 19,95 / 100,00  | 1,25  |
|                         | PCTP/MRPP                             | 47    | 2,94 / 100,00   | 2,08  |
|                         | Partido da Terra                      | 39    | 2,44 / 100,00   | 1,93  |
|                         | Bloco de Esquerda                     | 25    | 1,56 / 100,00   | 3,44  |
|                         | Partido pelos Animais e pela Natureza | 20    | 1,25 / 100,00   | Novo  |
|                         | LIVRE/Tempo de Avançar                | 16    | 1,00 / 100,00   | Novo  |
|                         | Outros                                | 36    | 2,27 / 100,00   |       |
| Votos Inválidos         | Votos Inválidos                       | 107   | 6,70 / 100,00   | 2,10  |
| Total                   | Total                                 | 1 599 | 100,00 / 100,00 |       |
| Eleitorado/Participação | Eleitorado/Participação               | 4 761 | 33,59 / 100,00  | 4,37  |

| Freguesia            | %     | %     | %     | %    | %    | %    | %    | %    | Votantes |
| Freguesia            | PS    | AP    | CDU   | PCTP | MPT  | BE   | PAN  | L    | Votantes |
| -------------------- | ----- | ----- | ----- | ---- | ---- | ---- | ---- | ---- | -------- |
| Garvão e Santa Luzia | 41,10 | 15,89 | 24,93 | 4,66 | 2,47 | 0,27 | 0,55 | 0,55 | 365      |
| Ourique              | 40,11 | 21,14 | 18,43 | 2,30 | 2,85 | 2,71 | 2,17 | 1,90 | 738      |
| Panoias e Conceição  | 48,85 | 10,00 | 30,00 | 4,23 | 1,54 | 0,77 | 0    | 0    | 260      |
| Santana da Serra     | 41,10 | 33,90 | 5,93  | 0,85 | 2,12 | 0,85 | 0,85 | 0    | 236      |
| Ourique              | 41,90 | 20,01 | 19,95 | 2,94 | 2,44 | 1,56 | 1,25 | 1,00 | 1 599    |

### Serpa
| Partido                 | Partido                        | Votos  | %               | +/-  |
| ----------------------- | ------------------------------ | ------ | --------------- | ---- |
|                         | Coligação Democrática Unitária | 2 452  | 48,98 / 100,00  | 1,10 |
|                         | Partido Socialista             | 1 356  | 27,09 / 100,00  | 5,47 |
|                         | Aliança Portugal               | 483    | 9,65 / 100,00   | 4,73 |
|                         | Bloco de Esquerda              | 151    | 3,02 / 100,00   | 3,88 |
|                         | Partido da Terra               | 102    | 2,04 / 100,00   | 1,71 |
|                         | PCTP/MRPP                      | 94     | 1,88 / 100,00   | 0,16 |
|                         | Outros                         | 154    | 3,08 / 100,00   |      |
| Votos Inválidos         | Votos Inválidos                | 214    | 4,28 / 100,00   | 0,75 |
| Total                   | Total                          | 5 006  | 100,00 / 100,00 |      |
| Eleitorado/Participação | Eleitorado/Participação        | 13 807 | 36,26 / 100,00  | 0,80 |

| Freguesia                              | %     | %     | %     | %    | %    | %    | Votantes |
| Freguesia                              | CDU   | PS    | AP    | BE   | MPT  | PCTP | Votantes |
| -------------------------------------- | ----- | ----- | ----- | ---- | ---- | ---- | -------- |
| Brinches                               | 44,38 | 35,63 | 9,06  | 2,19 | 0,31 | 2,50 | 320      |
| Pias                                   | 69,32 | 16,56 | 4,16  | 1,45 | 1,99 | 1,72 | 1 105    |
| Serpa (Salvador e Santa Maria)         | 30,92 | 33,27 | 15,13 | 6,27 | 2,71 | 1,57 | 1 659    |
| Vila Nova de São Bento e Vale de Vargo | 58,60 | 20,07 | 8,75  | 1,10 | 2,06 | 2,35 | 1 360    |
| Vila Verde de Ficalho                  | 41,64 | 41,64 | 6,76  | 1,60 | 1,07 | 1,60 | 562      |
| Serpa                                  | 48,98 | 27,09 | 9,65  | 3,02 | 2,04 | 1,88 | 5 006    |

### Vidigueira
| Partido                 | Partido                        | Votos | %               | +/-  |
| ----------------------- | ------------------------------ | ----- | --------------- | ---- |
|                         | Coligação Democrática Unitária | 671   | 35,65 / 100,00  | 0,78 |
|                         | Partido Socialista             | 664   | 35,28 / 100,00  | 7,21 |
|                         | Aliança Portugal               | 198   | 10,52 / 100,00  | 5,71 |
|                         | PCTP/MRPP                      | 64    | 3,40 / 100,00   | 0,62 |
|                         | Partido da Terra               | 51    | 2,71 / 100,00   | 2,04 |
|                         | Bloco de Esquerda              | 45    | 2,39 / 100,00   | 7,19 |
|                         | LIVRE/Tempo de Avançar         | 30    | 1,59 / 100,00   | Novo |
|                         | Outros                         | 52    | 2,76 / 100,00   |      |
| Votos Inválidos         | Votos Inválidos                | 107   | 5,68 / 100,00   | 0,13 |
| Total                   | Total                          | 1 882 | 100,00 / 100,00 |      |
| Eleitorado/Participação | Eleitorado/Participação        | 5 013 | 37,54 / 100,00  | 1,21 |

| Freguesia      | %     | %     | %     | %    | %    | %    | %    | Votantes |
| Freguesia      | CDU   | PS    | AP    | PCTP | MPT  | BE   | L    | Votantes |
| -------------- | ----- | ----- | ----- | ---- | ---- | ---- | ---- | -------- |
| Pedrógão       | 56,82 | 28,54 | 3,79  | 3,79 | 0,76 | 1,52 | 0,76 | 396      |
| Selmes         | 32,36 | 45,63 | 6,47  | 4,53 | 0,65 | 2,91 | 1,29 | 309      |
| Vidigueira     | 25,39 | 34,66 | 16,49 | 2,05 | 4,33 | 2,65 | 2,41 | 831      |
| Vila de Frades | 39,02 | 35,26 | 7,51  | 5,20 | 2,89 | 2,31 | 0,87 | 346      |
| Vidigueira     | 35,65 | 35,28 | 10,52 | 3,40 | 2,71 | 2,39 | 1,59 | 1 882    |